# Hesychia (Mythologie)
Hesychia (altgriechisch Ἡσυχία Hēsychía) ist in der griechischen Mythologie die Personifikation der Ruhe.
Es handelt sich um eine souveräne Erfindung des Dichters Pindar, die in mehreren seiner Oden vorkommt. Als personifizierte Ruhe wird sie als sanft charakterisiert, tritt dann aber wieder in unnachgiebig kriegerischer Weise gegen Unruhestifter auf. Dies ist damit zu erklären, dass die hier anvisierte Ruhe immer Ergebnis einer vorausgegangenen Anstrengung darstellt (Mühsal bringt Ruhe, Paian 2,33). Als solche ist sie aber nicht bloße Atempause, sondern eher eine Duldsamkeit, deren Gegenpol das Chaos ist. Als Tochter Dikes verteidigt sie diesen Zustand gegen den Aufruhr mit unnachgiebiger Härte.
Unter ihren römischen Namen Quies bzw. Silentia bewacht sie zusammen mit Aergia und Oblivio das Reich des Hypnos. Daher wird auch beschrieben, dass sich vor der Grotte eine schläfrige und träge Wirkung auf einen überträgt.